# Indie rock
L'indie rock è un sottogenere della musica rock che ha avuto origine negli Stati Uniti d'America, in Europa e in Nuova Zelanda dagli anni '70 agli anni '80. Originariamente utilizzato per descrivere etichette discografiche indipendenti, il termine è stato in seguito associato alla musica da loro prodotta e inizialmente è stato utilizzato in modo intercambiabile con rock alternativo o "pop rock chitarristico".
Una delle scene principali del movimento è stata Dunedin, dove divennero popolari tra gli studenti un suono e una nuova forma culturale basati sulla convergenza di noise pop e jangle. Etichette indipendenti come Flying Nun iniziarono a promuovere la scena in tutta la Nuova Zelanda, ispirando gruppi college rock importanti negli Stati Uniti d'America come Pavement, Pixies e R.E.M.. Altre scene degne di nota si svilupparono a Manchester e Amburgo, con molte altre che in seguito prosperarono.
Negli anni '80 l'uso del termine "indie" (o "indie pop") iniziò a cambiare di senso, spostandosi dal riferirsi alle case discografiche alla descrizione dello stile musicale prodotto dalle etichette punk rock e post-punk. Durante gli anni '90 le band grunge e punk revival negli Stati Uniti d'America e le band Britpop nel Regno Unito si inserirono con forza nella cultura mainstream e il termine "alternative" perse il proprio significato controculturale. Il termine "indie rock" è stato associato alle band e ai generi che sono rimasti fedeli al loro status di indipendenti. Alla fine degli anni '90 l'indie rock aveva sviluppato diversi sottogeneri e stili, tra cui lo-fi, noise pop, emo, slowcore, post-rock e math rock. Negli anni 2000 i cambiamenti nell'industria musicale e la crescente importanza di Internet hanno consentito a una nuova ondata di gruppi indie rock di raggiungere il successo mainstream, portando a interrogarsi sul significato del termine.
All'inizio degli anni 2000 conseguirono un successo mainstream nuove band che suonavano una versione essenziale del rock chitarristico. La svolta commerciale di queste scene è stata guidata da quattro band: The Strokes, The White Stripes, The Hives e The Vines. Anche l'emo ha fatto irruzione nella cultura popolare all'inizio degli anni 2000. Entro la fine del decennio, la proliferazione delle band indie veniva definita "discarica indie" ed il termine "landfill indie" veniva utilizzato da alcuni critici e siti web negli anni '20 come sottogenere per un certo tipo di band indie degli anni 2000, nello stesso modo in cui il Britpop era usato per la musica chitarristica britannica degli anni '90.

## Origine e caratteristiche
Il termine indie è un neologismo inglese derivato dalla contrazione del termine independent (indipendente), che descrive le etichette piccole e relativamente a basso budget dalle quali viene pubblicato e l'atteggiamento DIY delle band e degli artisti coinvolti. Sebbene gli accordi di distribuzione siano spesso conclusi con le principali società corporative, queste etichette e le band che ospitano hanno tentato di mantenere la propria autonomia, lasciandole libere di esplorare suoni, sensazioni e argomenti di limitato appeal per un vasto pubblico mainstream. Il documentario della BBC Music for Misfits: The Story of Indie sostiene che questo termine venne originariamente usato dalla stampa in relazione all'EP Spiral Scratch, prima pubblicazione della band di Manchester chiamata Buzzcocks, autoprodotta sul marchio New Hormones del loro manager Richard Boon.
Le influenze e gli stili degli artisti sono stati estremamente diversi, inclusi punk rock, psichedelia, post-punk e country. I termini "rock alternativo" e "indie rock" furono usati in modo intercambiabile negli anni '80, ma dopo che molte band alternative seguirono i Sonic Youth e i Nirvana firmando contratti con delle major all'inizio degli anni '90, "indie rock" iniziò ad essere usato per descrivere quelle band che, pur nelle loro varietà stilistiche, non avevano perseguito o raggiunto una popolarità mainstream, preferendo spesso mantenere il pieno controllo sulla loro musica nelle fasi di registrazione, pubblicazione, distribuzione e fino all'organizzazione dei propri concerti. Esteticamente parlando, l'indie rock è caratterizzato da un attento equilibrio tra accessibilità pop e rumore, sperimentazione con formule di musica pop, testi sensibili mascherati da atteggiamenti ironici, attenzione per l'"autenticità" e una certa semplicità estetica.
Allmusic identifica l'indie rock come un numero di "approcci musicali variabili [non] compatibili con i gusti tradizionali". Legato da un'etica più che da un approccio musicale, il movimento indie rock comprendeva un'ampia gamma di stili, da band dal taglio deciso e influenzate dal grunge a band sperimentali DIY come Pavement, a cantanti punk-folk come Ani DiFranco. In effetti, esiste un elenco onnicomprensivo di generi e sottogeneri dell'indie rock. Molti paesi hanno sviluppato un'ampia scena indie locale, fiorente con band abbastanza popolari da sopravvivere all'interno del rispettivo paese, ma praticamente sconosciute altrove. Tuttavia, ci sono ancora band indie che iniziano a livello locale, ma alla fine attirano un pubblico internazionale.

## Storia

### Nascita e sviluppo negli anni '80

#### Post-punk, indie pop ed indie rock

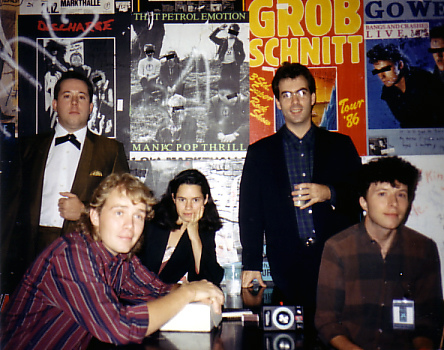
Gli 10,000 Maniacs nel 1986

Ad inizio anni '80 "Indie pop" e "indie" erano originariamente sinonimi. A metà degli anni '80, la parola "indie" iniziò a essere usata per descrivere le band di etichette post-punk, ma anche la musica prodotta dalle etichette stesse. La scena indie rock negli Stati Uniti vide dei precursori nei gruppi del college rock che ha dominato le playlist radiofoniche dei college, con band come gli statunitensi R.E.M. e gli inglesi The Smiths. Band come queste rifiutavano l'attitudine synthpop dominante nei primi anni '80 contribuendo a ispirare il chitarristico jangle pop; altre band importanti del genere includevano 10.000 Maniacs e the dB's dagli Stati Uniti, e The Housemartins e The La's dal Regno Unito. Negli Stati Uniti, il termine "indie" venne in seguito associato a suoni più abrasivi e pesanti come quelli di Pixies, Hüsker Dü, Minutemen, Meat Puppets, Dinosaur Jr. e The Replacements.

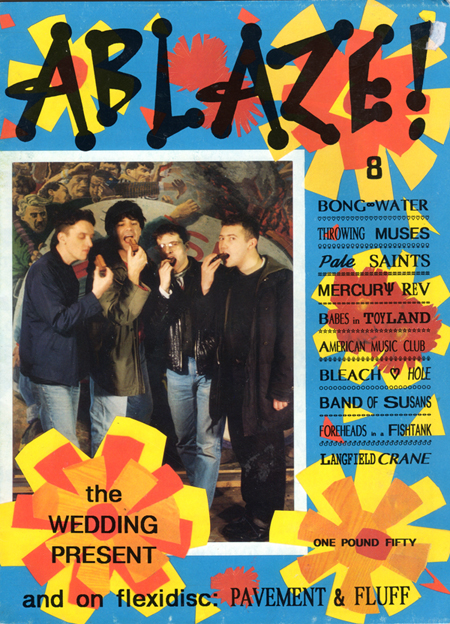
The Wedding Present sulla copertina della rivista Ablaze!

Nel Regno Unito la compilazione su cassetta del 1986 intitolata C86 e curata dall'NME con gruppi come Primal Scream, The Pastels, The Wedding Present divenne uno dei primi documenti di quello che poi fu definitivamente chiamato "indie". La cassetta e queste band indie pop ebbero una grande influenza sullo sviluppo della scena indie britannica nel suo insieme. I principali precursori dell'indie pop includevano le band della Postcard Records come Josef K e Orange Juice, mentre altre etichette significative erano la Creation Records, The Subway Organization e la Glass Records. Il suono dei Jesus and Mary Chain combinava il "rumore malinconico" dei Velvet Underground con le melodie pop dei Beach Boys e con la formula produttiva del Wall of Sound di Phil Spector mentre I New Order emersero dal scomparsa della band post-punk Joy Division e sperimentando con la techno e la musica house.

#### Noise rock and shoegazing

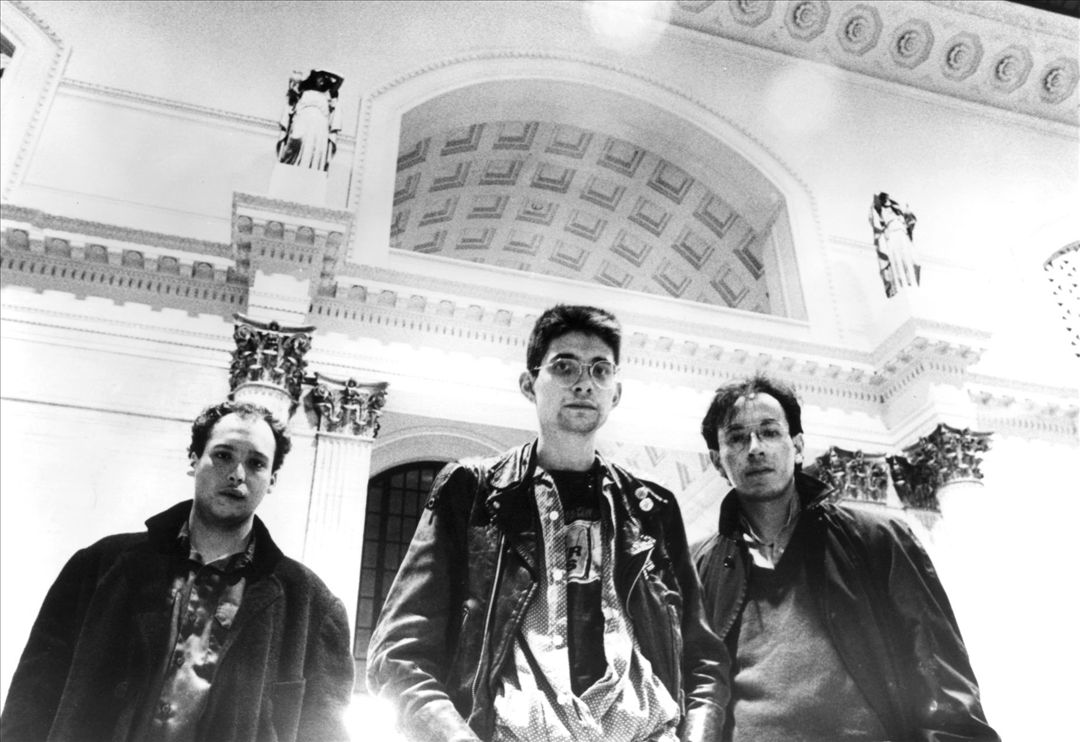
I Big Black in una foto del 1986

Tra le sonorità più abrasive e discordanti derivate dal punk c'era sicuramente il noise rock, che metteva enfasi nelle chitarre elettriche distorte ad alto volume e nella potente batteria, con band come Sonic Youth, Big Black e Butthole Surfers.
Gli Swans, un'influente band di New York, erano parte della scena No Wave che includeva Lydia Lunch e James Chance & the Contortions. Queste band sono state riunite da Brian Eno nella seminale compilazione No New York. Negli anni '80 sono state fondate numerose importanti etichette discografiche indie rock. Queste includevano la Dischord Records di Washington, DC nel 1980, la Sub Pop Records di Seattle nel 1986 e la Matador Records di New York City e la Merge Records della Carolina del Nord nel 1989. La Touch and Go Records di Chicago è stata fondata come fanzine nel 1979 e iniziò a pubblicare dischi negli anni '80.

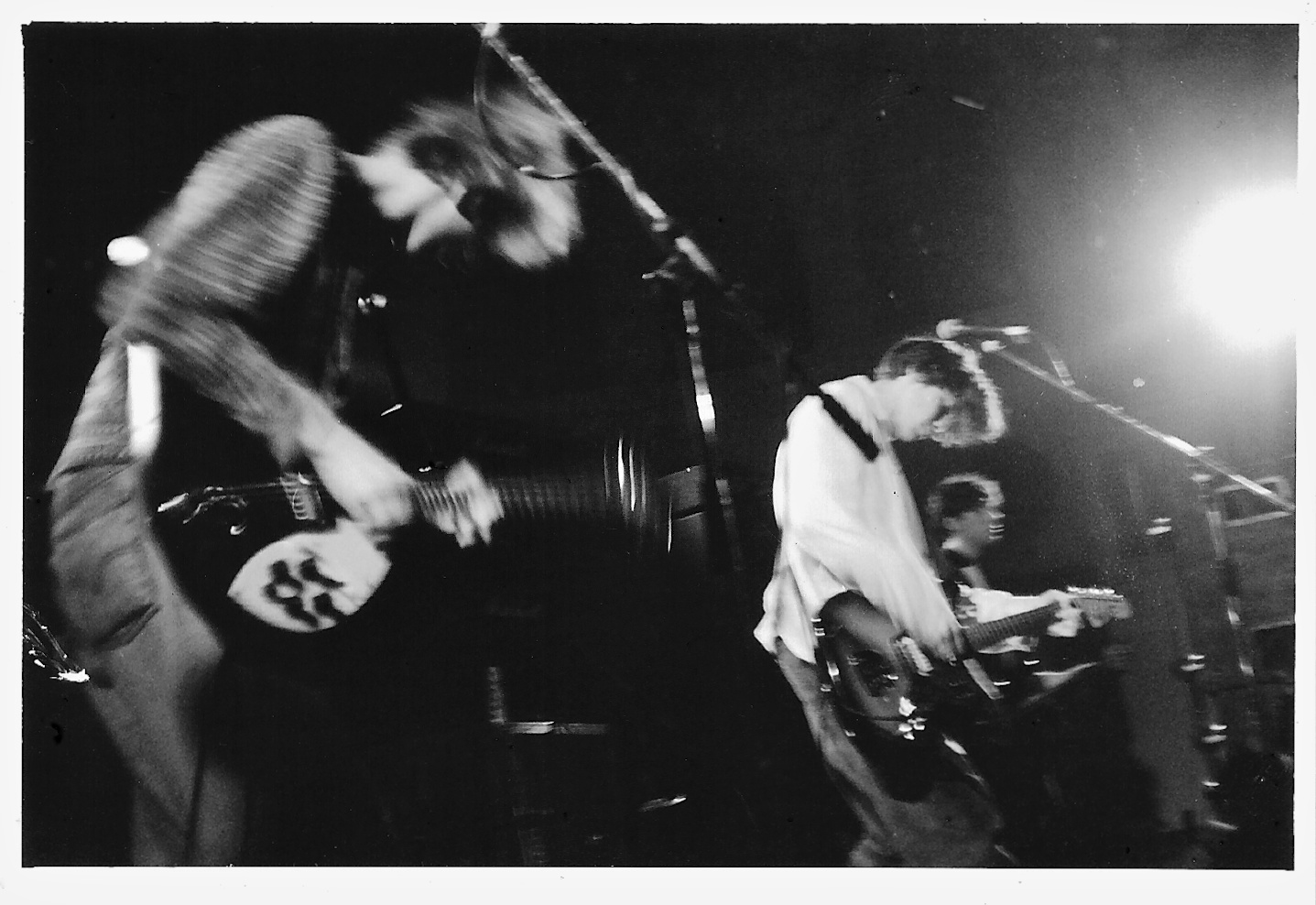
I Ride in una foto del 1990

The Jesus and Mary Chain, insieme a Dinosaur Jr, all'indie pop ed al dream pop dei Cocteau Twins, furono le maggiori influenze per il movimento shoegaze della fine degli anni '80. Chiamato così per la tendenza dei membri della band a fissare i loro piedi e i pedali degli effetti di chitarra sul palco piuttosto che interagire con il pubblico, band come My Bloody Valentine, ed in seguito Slowdive e Ride crearono un forte "lavaggio sonoro" che oscurava voci e melodie con note lunghe, riff ronzanti, distorsione e feedback.
L'altro grande movimento alla fine degli anni '80 era la scena di Madchester alimentata dalla droga. Riunitasi attorno al The Haçienda, una discoteca di Manchester di proprietà dei New Order e della Factory Records, vedeva band come Happy Mondays e The Stone Roses che mescolavano ritmi ballabili acid house, Northern soul e funk con pop chitarristico più melodico.

### La svolta degli anni '90

#### L'alternativa entra nel mainstream

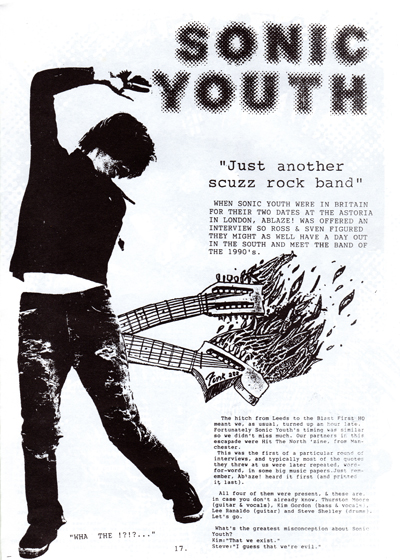
I Sonic Youth in una pagina di Ablaze!

Già nel 1990 i Sonic Youth firmarono con la major DCG, segnando così l'inizio dei grandi cambiamenti nella scena rock alternativa. Negli anni '90 le band grunge come Nirvana, Pearl Jam, Soundgarden ed Alice in Chains firmarono per etichette major ottenendo un successo mainstream con successi nelle classifiche commerciali e un'ampia visibilità. Anche band del punk revival come Green Day e The Offspring divennero popolari e furono raggruppate sotto il termine ombrello "alternative". Allo stesso modo, nel Regno Unito il Britpop ha visto band come Blur e Oasis emergere nel mainstream, abbandonando gli elementi regionali, su piccola scala e politici della scena indie degli anni '80. Band come Hüsker Dü e Violent Femmes erano altrettanto importanti durante questo periodo, eppure conservarono un forte atteggiamento iconoclasta e non sono le band che sono spesso citate come fonte di ispirazione per l'attuale generazione di indie rocker.
Come risultato del passaggio di gruppi rock alternativi al mainstream, il termine "alternativo" perse il suo significato originale di "controculturale" e iniziò a far riferimento alla nuova forma di musica commercialmente più leggera che ora stava ottenendo il successo mainstream. È stato affermato che anche il termine "sellout" ha perso il suo significato poiché il grunge ha permesso a un movimento di nicchia, non importa quanto radicale, di essere cooptato dal mainstream, cementando la formazione di una cultura individualista e frammentata. Alcuni sostengono che rimanere indipendenti, più che un vero e proprio ideale, sia diventata una scelta di carriera per le band che non ottengono il sostegno del settore industriale, poiché la resistenza al mercato si dissolse in favore di una cultura più sinergica.

#### La scena lo-fi e lo "slacker rock"

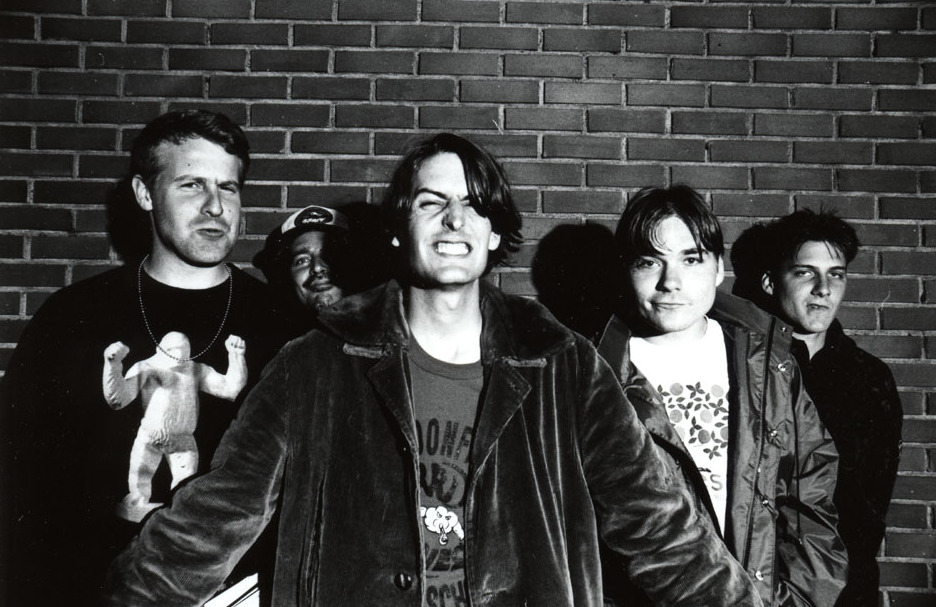
I Pavement a Tokio nel 1993

Il termine "indie rock" fu così stato associato alle band e ai generi che sono rimasti dediti al loro status indipendente. Anche le band grunge, dopo un periodo di successo, iniziarono a creare una musica dal suono più indipendente, confondendo ulteriormente le linee di demarcazione. Ryan Moore ha affermato che, sulla scia dell'appropriazione del rock alternativo da parte dell'industria corporativa della musica, quello che divenne noto come indie rock si rivolgeva sempre più al passato per produrre forme di rock "retro" che attingevano al garage rock, al surf rock, al rockabilly, blues, country e swing.
Altre band hanno attinto a un suono Lo-fi che evitava tecniche di registrazione raffinate per un'etica DIY. Tra gli artisti più rappresentativi di questo filone vi furono Beck, Sebadoh e Pavement, a cui si sono uniti gli eclettici gruppi folk e rock del collettivo Elephant 6, tra cui Neutral Milk Hotel, Elf Power e Montreal.

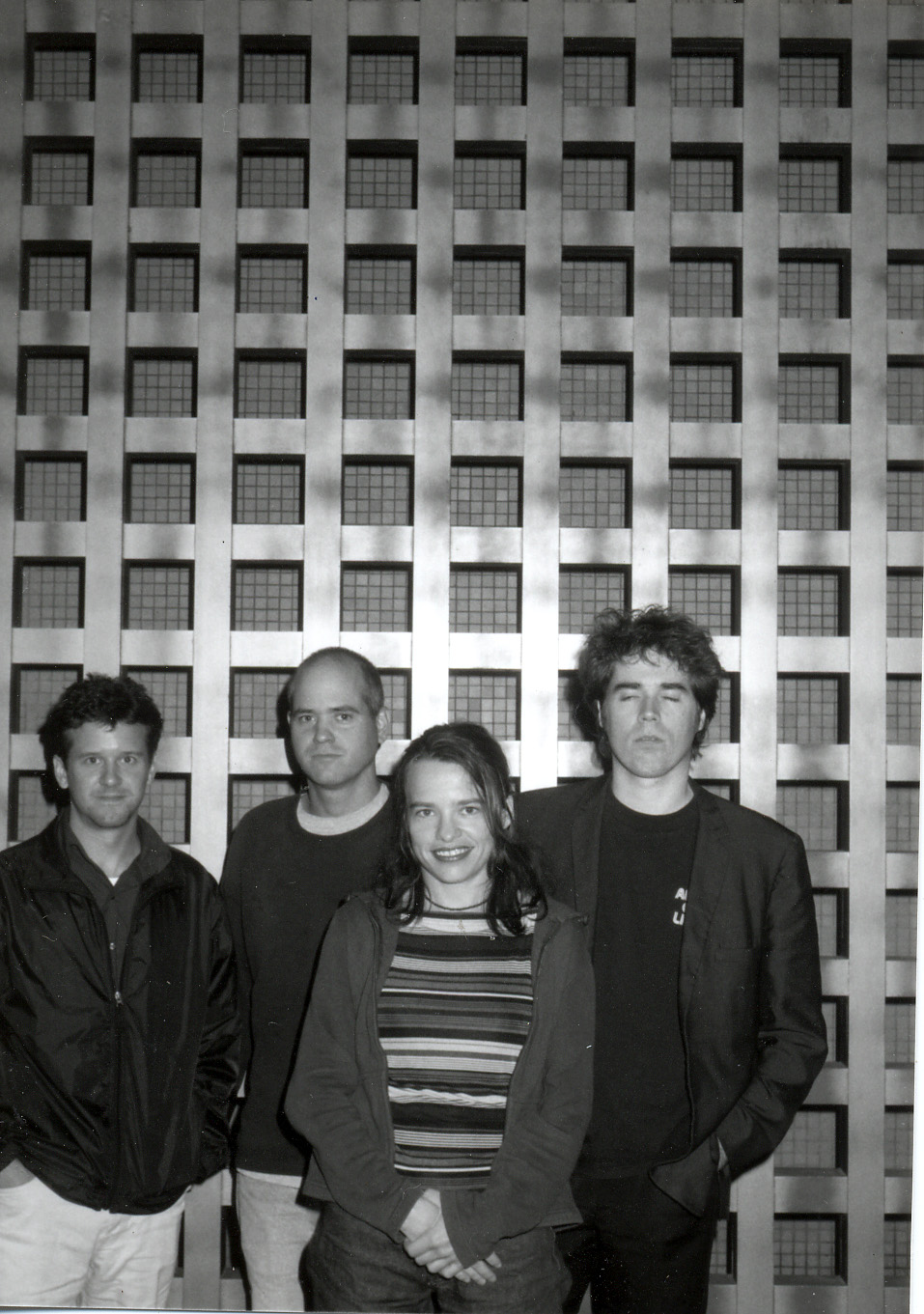
I Superchunk a Tokio nel 2001

Negli Stati Uniti, la scena indie rock degli anni '90, strettamente legata al suddetto movimento lo-fi includeva band come Pavement, Sebadoh, Guided by Voices, Built to Spill e Modest Mouse. L'album del 1992 Slanted and Enchanted, è considerato uno degli album definitivi di questa era, fondendo caratteristiche indie rock, lo-fi e slacker rock. Il Rolling Stone ha definito Slanted and Enchanted come "l'album indie rock per eccellenza" e lo ha inserito nell'elenco della rivista dei 500 migliori album di tutti i tempi. Ci sono state altre versioni lo-fi degne di nota durante questo periodo come Bee Thousand dei Guided by Voice, che fu registrato su registratore a quattro tracce o altri dispositivi di registrazione domestica. Nella seconda metà del decennio, il gruppo con sede a Washington, Modest Mouse ha continuato con l'abrasiva tradizione lo-fi con l'uscita nel 1997 di The Lonesome Crowded West.
Altre scene regionali esistevano tra l'inizio e la metà degli anni '90. Spin ha pubblicato nel 1992 un lungometraggio sul "Triangle" della Carolina del Nord (Raleigh, Durham e Chapel Hill), descrivendo una scena in crescita di gruppi indie-rock influenzati dall'hardcore punk e dal post-punk. La città universitaria di Chapel Hill, un tempo soprannominata la "prossima Seattle" dagli scout del settore, presentava band come Archers of Loaf, Superchunk e Polvo. Il singolo Slack Motherfucker dei Superchunk è stato anche accreditato di aver reso popolare lo stereotipo "fannullone" ed è stato definito un inno determinante dell'indie rock degli anni '90
A Chicago, la scena DIY degli anni '90 è stata descritta come un'impollinazione incrociata di indie-rock, post-punk e jazz.
Sebbene questo stile musicale abbia preso piede all'inizio, alla fine del decennio l'interesse sia dell'industria che del pubblico era diminuito. I critici indicarono il cambiamento dei gusti musicali, come si vede nel predominio di altri generi pop e rock, come un fattore chiave che portò al declino di questa scena

#### Indietronica

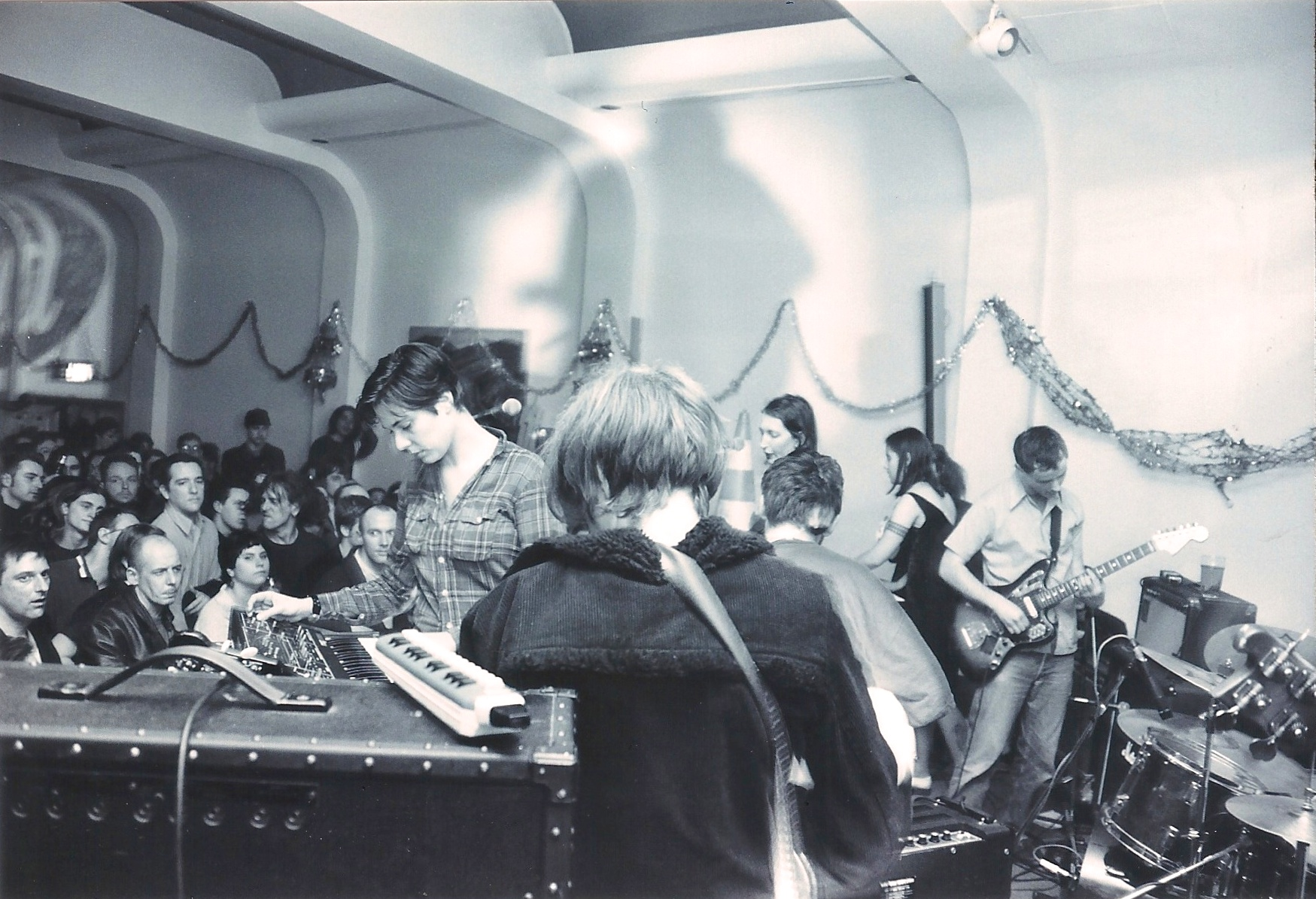
Gli Stereolab nel 1994

L'Indie electronic o indietronica comprende artisti rock che condividono un'affinità per la musica elettronica, utilizzando campionatori, sintetizzatori, drum machine e computer. Anche se può esser definito più come un'ampia categorizzazione che come un vero e proprio stile, questo termine descrive la tendenza dei primi anni '90 a seguire la tradizione della prima musica elettronica dei compositori del BBC Radiophonic Workshop, oppure dei krautrock, o ancora del synth-pop. I capostipiti del genere furono gruppi inglesi come i Disco Inferno, gli Stereolab e gli Space. La maggior parte dei musicisti del genere si radunano attorno ad etichette indipendenti come Warp, Morr Music, Sub Pop o Ghostly International. Tra le band i Broadcast, MGMT, LCD Soundsystem e Animal Collective.

#### Diversificazione

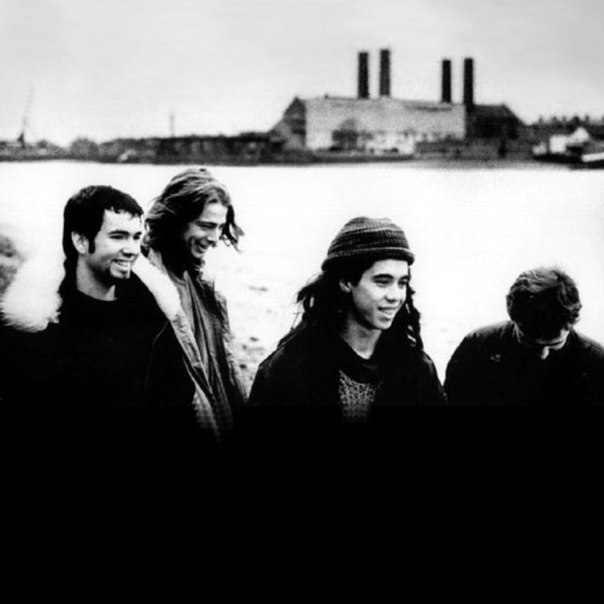
I Bark Psychosis nel 1992

Entro la fine degli anni '90, l'indie rock aveva sviluppato una serie di sottogeneri e stili correlati. Dopo l'indie pop, questi includevano lo-fi, noise pop, sadcore, post-rock, space rock e math rock. Il lavoro dei Talk Talk e delle Slint contribuì ad ispirare il post-rock (uno stile sperimentale influenzato dal jazz e dalla musica elettronica, sperimentato da Bark Psychosis e ripreso da artisti come Tortoise, Stereolab e Laika), portando anche alle conseguenze di un rock più matematico, denso e complesso, basato sulle chitarre, sviluppato da artisti come Polvo e Chavez. Su questo versante un contributo fondamentale fu quello dei Built to Spill con l'album del 1999 Keep It Like a Secret di Spill, sviluppando un suono indie-rock seminale nei primi anni 2000.
Lo Space rock ha condotto l'indie rock alle radici del rock progressivo, con gruppi minimalisti e pesanti come gli Spacemen 3 negli anni '80, gli Spectrum e gli Spiritualized, e poi gruppi successivi tra cui Flying Saucer Attack, Godspeed You! Black Emperor e Quickspace. Al contrario, il sadcore ha enfatizzato il dolore e la sofferenza attraverso l'uso melodico di strumentazione acustica ed elettronica nella musica di band come American Music Club e Red House Painters.
Il revival del pop barocco ha reagito alla musica lo-fi e sperimentale ponendo l'accento sulla melodia e sulla strumentazione classica, con artisti come Arcade Fire, Belle and Sebastian, Rufus Wainwright, Beirut e The Decemberists.
Pinkerton (1996) degli Weezer ha introdotto il genere Emo a un pubblico più ampio e mainstream.

### La proliferazione degli anni 2000

#### Interesse commerciale e crescita

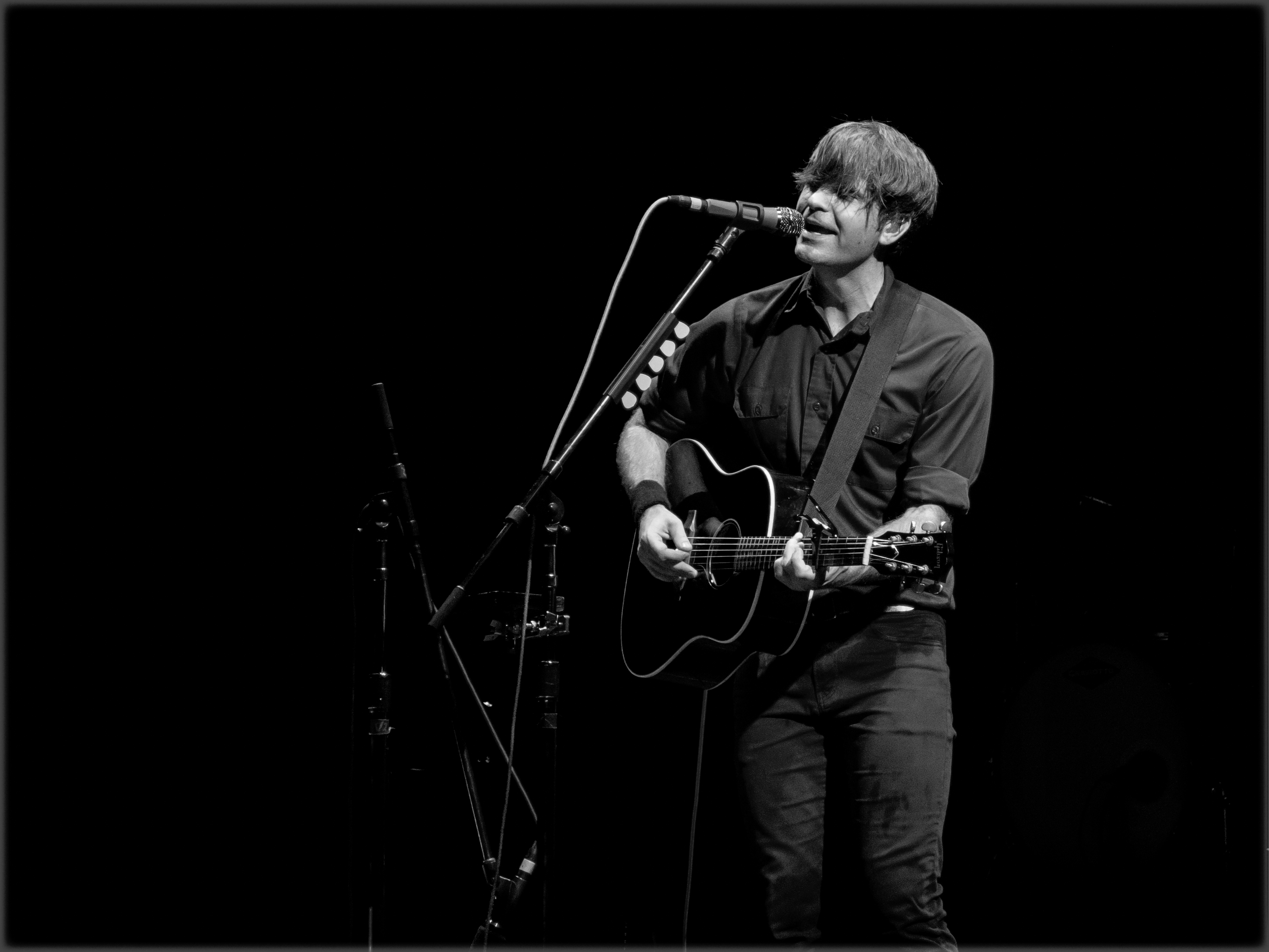
Death Cab for Cutie nel 2015

Negli anni 2000, l'evoluzione dell'industria musicale segnò il calo delle vendite di dischi, la crescita delle nuove tecnologie digitali e il maggiore utilizzo di Internet come strumento per la promozione della musica, consentendo così ad una nuova ondata di gruppi indie rock di raggiungere il successo mainstream. Le band indie esistenti che ora erano in grado di entrare nel mainstream includevano band musicalmente ed emotivamente più complesse tra cui Modest Mouse (il cui album del 2004 Good News for People Who Love Bad News ha raggiunto la top 40 degli Stati Uniti ed è stato nominato per un Grammy Award), Bright Eyes (che nel 2004 ha avuto due singoli in cima alla rivista Billboard Hot 100 Single Sales) e Death Cab for Cutie (il cui album del 2005 Plans ha debuttato al numero quattro negli Stati Uniti, rimanendo nelle classifiche di Billboard per quasi uno anno, ottenendo lo status di platino e una nomination ai Grammy). Questa nuova svolta commerciale e l'abuso del termine indie in altre forme della cultura popolare, hanno portato un certo numero di commentatori a sostenere che il termine "indie rock", a causa di un'eccessiva inflazione, aveva perso il suo significato.
Rob Mitchum ha introdotto l'idea che le band indie rock siano dadrock a Pitchfork quando ha usato il termine in una recensione del 2007 per Sky Blue Sky, il sesto album in studio della band country indie rock-alt Wilco. Mitchum sostiene di aver sentito il termine da Chris Ott di Pitchfork, che l'aveva visto usare dalla stampa britannica degli anni '90 quando descrivevano band Britpop come Oasis o i Kula Shaker

#### Il post-punk revival

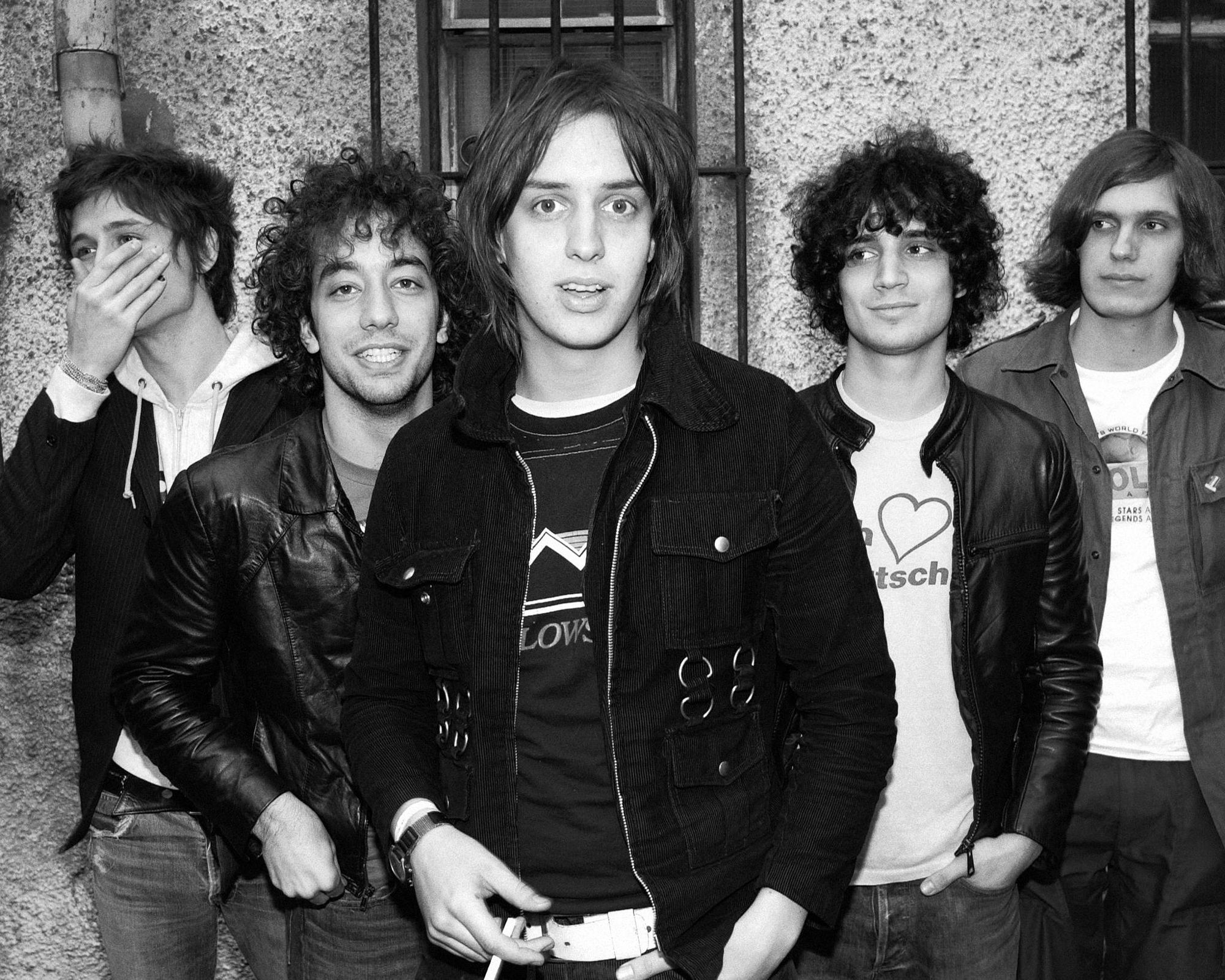
Gli Strokes nel 2002

All'inizio degli anni 2000, un nuovo gruppo di band che suonava una versione manierista di rock chitarristico che alcuni hanno definito un post-punk revival emerse nel mainstream, ma siccome le band provenivano da tutto il mondo citando le influenze più disparate (dal blues tradizionale, alla new wave al grunge), adottando stili di abbigliamento molto diversi, la loro unità come genere viene spesso messa in discussione.
La svolta commerciale del genere è arrivata all'inizio degli anni 2000 con il successo di gruppi come The Strokes, The White Stripes, The Vines e The Hives. Queste band furono lodate dai media come "i salvatori del rock 'n' roll", spingendo la rivista Rolling Stone ad una copertina del settembre 2002 che dichiarava "Rock is Back!" (il rock è tornato).
Una seconda ondata di band che è riuscita a ottenere il riconoscimento internazionale come risultato del movimento includeva Interpol, Black Keys, The Killers, Kings of Leon, Modest Mouse, the Shins, the Bravery, Spoon, Hold Steady e The National negli Stati Uniti e poi Franz Ferdinand, Bloc Party, the Futureheads, The Cribs, the Libertines e Franz Ferdinand, Bloc Party, the Futureheads, The Cribs, the Libertines, Kaiser Chiefs e the Kooks nel Regno Unito. Gli Arctic Monkeys sono stati la band più importante a dover il loro successo commerciale iniziale all'uso del social networking, con due singoli n. 1 e Whatever People Say I Am, That's What I'm Not (2006), che è diventato l'album di debutto più venduto nella storia delle classifiche britanniche.

#### Emo

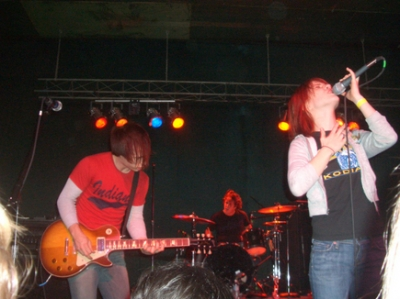
I Paramore suonano a Portland (Oregon) nel gennaio 2006

Durante gli anni '90 un certo numero di gruppi, come Sunny Day Real Estate e Weezer, hanno portato su un'altra strada il genere emo originariamente nato all'interno dell'hardcore punk. Iniziarono a formarsi durante la metà degli anni '90 un certo numero di gruppi emo del Midwest, tra cui The Promise Ring, The Get Up Kids e American Football. L'emo raggiunse anche la cultura mainstream all'inizio degli anni 2000, con il successo di platino di Bleed American (2001) dei Jimmy Eat World e The Places You Have Come to Fear the Most (2001) dei Dashboard Confessional. Il nuovo emo aveva un suono più raffinato rispetto agli anni '90 ed un fascino molto maggiore tra gli adolescenti rispetto alle sue precedenti incarnazioni. Allo stesso tempo, l'uso del termine "emo" si espanse oltre il genere musicale, venendo associato alla moda, a un'acconciatura ed a qualsiasi musica che esibisse eccessi di emozioni. Tra la metà e la fine degli anni 2000, l'emo è stato portato avanti da gruppi multi-platino come Fall Out Boy, My Chemical Romance, Paramore e Panic! at the Disco.

#### Landfill indie ovvero "la discarica dell'indie"

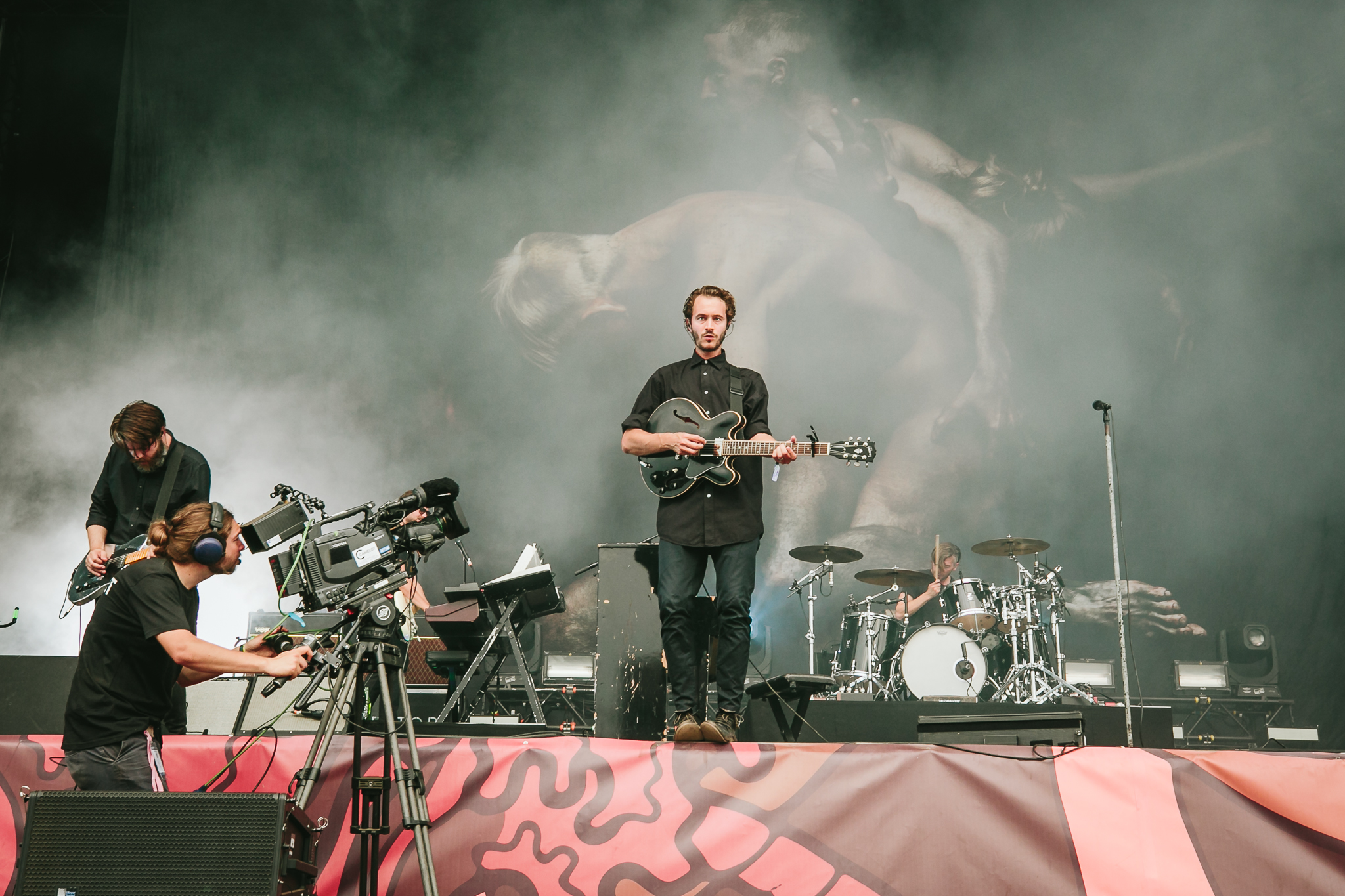
Gli Editors in un concerto del 2018

Entro la fine degli anni 2000, la proliferazione di band indie principalmente con sede nel Regno Unito apparse dopo il successo di The Strokes e The Libertines, veniva chiamata "Landfill indie" (discarica indie), una descrizione coniata da Andrew Harrison della rivista The Word. Diverse band hanno ottenuto un successo rapido ma insostenibile, come The Pigeon Detectives, Joe Lean & The Jing Jang Jong [96] e The Paddingtons.
Poiché l'idea dell'indie degli anni '80 (riferendosi a un gruppo di case discografiche autofinanziate create da un gruppo di "non conformisti" assieme alle band da loro apprezzate) fu fortemente inflazionata durante l'era del Britpop, la parola "indie" portò a definire una forma della musica pop chitarristica contemporanea che vedeva nuove band associate al vecchio termine "post-punk", anche se questi revivalisti sembravano più vicini ad un "post-post-Britpop", come gli Editors o i Maxïmo Park.
Continuarono ad esserci successi commerciali come Velociraptor! (2011) dei Kasabian e Suck It and See (2011) degli Arctic Monkeys, che ha raggiunto il numero uno nel Regno Unito, e The Suburbs (2010) degli Arcade Fire, Turn Blue (2014) di The Black Keys, Walls (2016) dei Kings of Leon, Wonderful Wonderful (2017) dei The Killers, che ha raggiunto il numero uno delle classifiche di Billboard negli Stati Uniti e la classifica ufficiale nel Regno Unito, con l'album di Arcade Fire che ha vinto un Grammy come Album of The Year nel 2011.

## Festival indie rock
- All Tomorrow's Parties
- Primavera Sound Festival
- Festival di Reading e Leeds
- Glastonbury Festival
- Lollapalooza
- South by Southwest
- Coachella Valley Music and Arts Festival
- Villette Sonique
- Roskilde Festival
- Independent Days Festival
- MI AMI Festival
- Lowlands Festival
- Pinkpop Festival
- Festival Internacional de Benicàssim
- Ypsigrock
- Sziget Festival
- Only Fucking Labels